# Археографический ежегодник
«Археографи́ческий ежего́дник» — ежегодное издание Археографической комиссии РАН, в котором публикуются статьи по археографии, источниковедению и вспомогательным историческим дисциплинам, обзоры документов и отдельные источники.

## История
Подготовка к печати первого «Археографического ежегодника» за 1957 год началась вскоре после воссоздания в Академии наук СССР по инициативе академика М. Н. Тихомирова в 1956 году Археографической комиссии. Ответственными редакторами ежегодника были: М. Н. Тихомиров (1957—1965), член-корр. АН СССР В. И. Шунков (1965—1967), д.и.н. С. О. Шмидт (1968—2013), член-корр. РАН С. М. Каштанов (с 2013).
В современный состав редколлегии входят: к.и.н. Ю. В. Андрюшинайте, к.и.н. А. В. Мельников (зам. отв. редактора), д.и.н. Р. Г. Пихоя, к.и.н. В. А. Черных, к.и.н. С. В. Чирков, д.и.н. Е. Н. Швейковская.

## Разделы и характер публикаций
Определённая М. Н. Тихомировым структура издания в целом неизменна. Большую научно-информационную ценность представляют регулярно публиковавшиеся в нём до 1970-х годов перечни научно-методической литературы по археографии и смежным с ней специальным историческим дисциплинам, сборников документов.
В «Археографическом ежегоднике» значительное внимание уделяется истории краеведения, архивам и собраниям документов в музеях и библиотеках. Он является ведущим академическим изданием России по проблемам археографии, архивоведения и смежных историко-филологических дисциплин. Издание выходит под грифами Отделения историко-филологических наук РАН, Археографической комиссии и Федерального архивного агентства России.

## Награды
- В 1977 году Археографический ежегодник был удостоен первой премии Международной книжной ярмарки.
- Премия им. академика Д. С. Лихачёва 2012 года[2].